# An tần
An tần Lý thị (chữ Hán: 安嬪李氏, ? - ?) là một trong những phi tần đầu tiên của của Thanh Thánh Tổ Khang Hi Đế.

## Thân thế
An tần Lý thị, không rõ năm sinh năm mất, xuất thân từ Hán quân Chính Lam kỳ, con gái của Tổng Binh quan Cương A Thái (剛阿). Bà là cháu nội của Hàng tướng Lý Viễn Phương (李永芳), một vị tướng quân của Nhà Minh.
Năm 1618, Lý Viễn Phương đầu hàng Nỗ Nhĩ Cáp Xích, trở thành hàng tướng đầu tiên của nhà Minh. Sau đó ông tiến thăng tới chức Quảng đốc, tiến sang Bắc Triều Tiên làm việc. Để bày tỏ lòng trung thành với triều đình nhà Thanh, Lý Viễn Phương kết hôn với Cách cách Ái Tân Giác La thị - cháu nội của Nỗ Nhĩ Cáp Xích, con gái của Nhiêu Dư Mẫn Quận vương A Ba Thái.
Tuy nhiên, trước đó, Lý Viễn Phương đã có Nguyên phối, không rõ danh tính, tạm gọi là Lý phu nhân. Vị Lý phu nhân này đã sinh ra Cương A Thái. Do duyên cớ Lý phu nhân mới là bà nội của An tần, không phải Cách cách Ái Tân Giác La thị, nên An tần không có dòng máu Hoàng tộc Ái Tân Giác La.
Ngoài ra, An tần còn có tám người thúc bá khác, đều là con trai ruột của Lý Viễn Phương. Nổi bật trong đó là Trưởng nam Lý Diên Canh (李延庚), giữ chức Mãn Châu Quản lĩnh, Thứ nam Lý Suất Thái (李率泰), được Nỗ Nhĩ Cáp Xích trọng dụng, giao cho chức Thống đốc của Phúc Kiến và Chiết Giang, qua đời truy phong tước cao. Có thể nói Lý thị tuy xuất thân người Hán, nhưng quả thực gia thế không tồi, do nam nhân trong nhà khá được trọng dụng, và đặc biệt với cuộc liên hôn với Cách cách Hoàng thất, địa vị của gia đình Lý thị không quá thấp kém. Cháu trai của Lý Viễn Phương là Lý Thiện Nghiêu (李侍尧), giữ chức Thống đốc Quảng Đông và Quảng Tây, được Càn Long Đế nâng đỡ và kính trọng. Khi đó nhiều quan thần dâng tấu phản đối Lý Thiện Nghiêu giữ chức Thống đốc do không phù hợp với quy chế tổ tiên, Càn Long Đế đã vặn lại: " Làm thế nào mà cháu trai của Lý Viễn Phương có thể đem đi so sánh với các Hán quân khác?".

## Nhập cung
Năm Khang Hi thứ 4 (1665), thông qua Bát Kỳ tuyển tú, Lý thị nhập cung, không rõ danh phận. Lúc này bà có thể có danh vị Quan nữ tử hoặc Thứ phi, đều không được ghi rõ. Năm Khang Hi thứ 16 (1677), tháng 8, Khang Hi Đế đại phong hậu cung, sách lập Nữu Hỗ Lộc thị làm Hoàng hậu, Nạp Lạt thị, Quách Lạc La thị, Mã Giai thị, Lý thị, Chương Giai thị, Đổng thị, Hách Xá Lý thị đều phong Tần. Ngày 24 tháng 8, cùng năm, chiếu phong Lý thị làm An tần (安嬪). Hành lễ sắc phong của Tần vị.
Sách văn viết:
| “                                  | 朕惟建壶职以备赞襄,协宫闱之制；简淑媛而申誉命，诞膺纶綍之荣。咨尔李氏，令族钟祥，内庭秉训，柔嘉赋质，克修四德以树仪；恪敬持躬，宜翼六宫而佐治。兹仰承太皇太后慈谕，册尔为安嫔，尔其式勤师俭，奉阃范而益著芳声；履顺守谦，荷宠光而永绥介福。钦哉。 . Trẫm duy kiến hồ chức dĩ bị tán tương, hiệp cung vi chi chế, giản thục viện năng thân dự mệnh, đản ưng luân phất chi vinh. Tư nhĩ Lý thị, lệnh thấu chung tường. Nội đình bỉnh huấn. Nhu gia phú chất. Khắc tu tứ đức dĩ thụ nghi. Khác kính trì cung. Nghi dực lục cung nhi tá trị. Tư ngưỡng thừa Thái hoàng thái hậu từ dụ, sách phong nhĩ vi An tần. Nhĩ cơ thức cần sư kiệm. Phụng khổn phạm nhi ích trứ phương thanh. | ” |
| — An tần Lý thị chiếu tấn sách văn | |   |

Sau khi được phong An tần, Lý thị không còn xuất hiện trong ghi chép nữa. Số phận của bà vẫn là một bí ẩn, ngay cả thời gian qua đời cũng không được ghi chép rõ ràng. An tần Lý thị nhập cung nhiều năm, lại được phong Tần, địa vị thực không thấp, nên việc hành trạng không được ghi chép rõ là điều khá kỳ lạ.
Căn cứ theo ghi chép của Nội vụ phủ sau này, năm Khang Hi thứ 36 (1697), số lượng lương thực thực phẩm của cấp bậc Tần được cấp cho 4 người, trong đó đã xác định chính xác hai người là Đoan tần Đổng thị và Hy tần Hách Xá Lý thị, hai người còn lại có lẽ là Kính tần Chương Giai thị, và An tần Lý thị. Ngoài ra trong một lần tế hiến, Khang Hi Đế cũng nhắc đến An tần.
Năm Khang Hi thứ 46 (1707), Thanh cung đương án cho thấy, Tần vị chỉ có 3 vị Đoan tần, Hòa tần và Lương tần, còn An tần và Kính tần không thấy nhắc đến.
Có lẽ là do ghi chép thiếu hụt, không có cứ định cho thấy An tần bị giáng vị hay có vấn đề.